# 紐西蘭安全情報局
新西兰安全情报局（英語：New Zealand Security Intelligence Service）紐西蘭安全情報局於1956年成立，其总部设立在新西兰威靈頓，是新西兰的安全情报机构，其作用是保卫国家安全和利益，同时向紐西蘭政府提供咨询和建议，进行安全检查和反间谍事務。

## 宗旨
- 保护和提高新西兰国防，外交政策，和国家经济利益；
- 保护新西兰人和财产；
- 监控和预防跨国犯罪；
- 防御恐怖主义和间谍活动。

## 監控事件
2015年3月叛逃的美國情報雇員爱德华·斯诺登爆料，紐西蘭再加入情蒐組織「五眼集團」後紐西蘭安全情報局長期監控南太平洋國家通訊和網路，包含本國人民在這些地區的通信也在監控之列，紐西蘭除了會使用傳統的監控手法，包括截聽衛星和電話通訊，還會直接參與間諜活動和網路戰爭，並擁有美國國家安全局和五眼聯盟其他國家，都會使用的惡意軟體工具warriorpride，可用來入侵電腦和智慧手機，竊取資訊。另外他們也與澳洲通訊局合作，監控印尼手機公司Telkomsel。其結果均與紐、美、澳洲、英國、加拿大的情報機構分享，斯諾登的文件還包含了NSA在2012年的一張幻燈片，在一張世界地圖上記錄了五眼為“極光黃金（Auroragold）”計劃所獲取的國別資訊，極光黃金行動由美國國家安全局NSA發動，旨在監視全球的手機網路。

## 历任局長
| 历任局长一览表                 | 历任局长一览表 | 历任局长一览表 |
| 名字                           | 时间           | 备注           |
| ------------------------------ | -------------- | -------------- |
| William Herbert Ellery Gilbert | 1956-1976      |                |
| 保罗·Molineaux                 | 1976-1983      |                |
| 林·史密斯                      | 1983-1991      |                |
| 唐·McIver                      | 1991-1999      |                |
| 理查德·伍兹                    | 1999-2006      |                |
| 沃伦·塔克                      | 2006 至今      |                |